# Joseph Henry

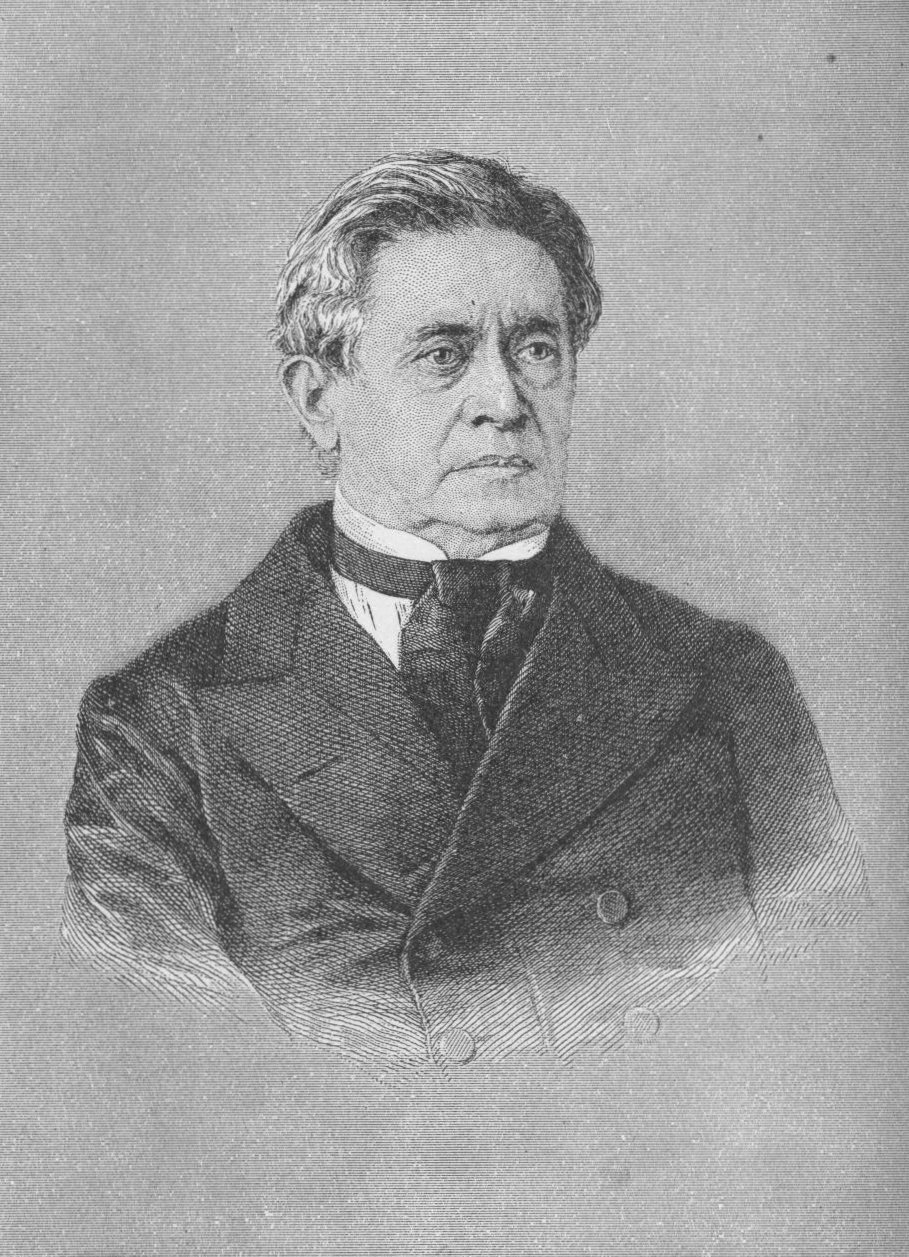
Joseph Henry.

Joseph Henry (Albany, 17 de diciembre de 1797 - Washington D. C., 13 de mayo de 1878) fue un físico estadounidense conocido por su trabajo acerca del electromagnetismo, en electroimanes y relés. Descubrió la inducción electromagnética, aunque luego averiguó que Faraday se le había adelantado.
Las vidas de M. Faraday y Joseph Henry tienen muchos elementos en común. Los dos provenían de familias muy humildes y se vieron obligados a trabajar desde muy jóvenes por lo que no pudieron seguir sus estudios. Henry fue aprendiz de relojero a los trece años (Faraday lo sería de encuadernador también a esa misma edad).
Como Faraday, Henry se interesó por el experimento de Ørsted y, en 1830, descubrió el principio de la inducción electromagnética, pero tardó tanto tiempo en publicar su trabajo que el descubrimiento se le concedió a Faraday.
En 1829, Henry inventó el telégrafo y, en 1835, perfeccionó su invento para que se pudiese usar a muy largas distancias. Con todo, no lo patentó. Fue Samuel Morse quien, ayudado personalmente por Henry, puso en práctica el primer telégrafo en 1839 entre Baltimore y Washington, después de conseguir ayuda financiera del Congreso de los Estados Unidos. 
Henry destacó también como un excelente administrador. Ejerció cargos de máxima responsabilidad en varias instituciones científicas estadounidenses. Fomentó el desarrollo de nuevas ciencias y alentó el intercambio y la comunicación de ideas científicas a escala mundial.
Fue profesor de Princeton y director del Instituto Smithsoniano. 
A la unidad de inductancia se le llamó Henrio en su honor.

## El experimento de Henry

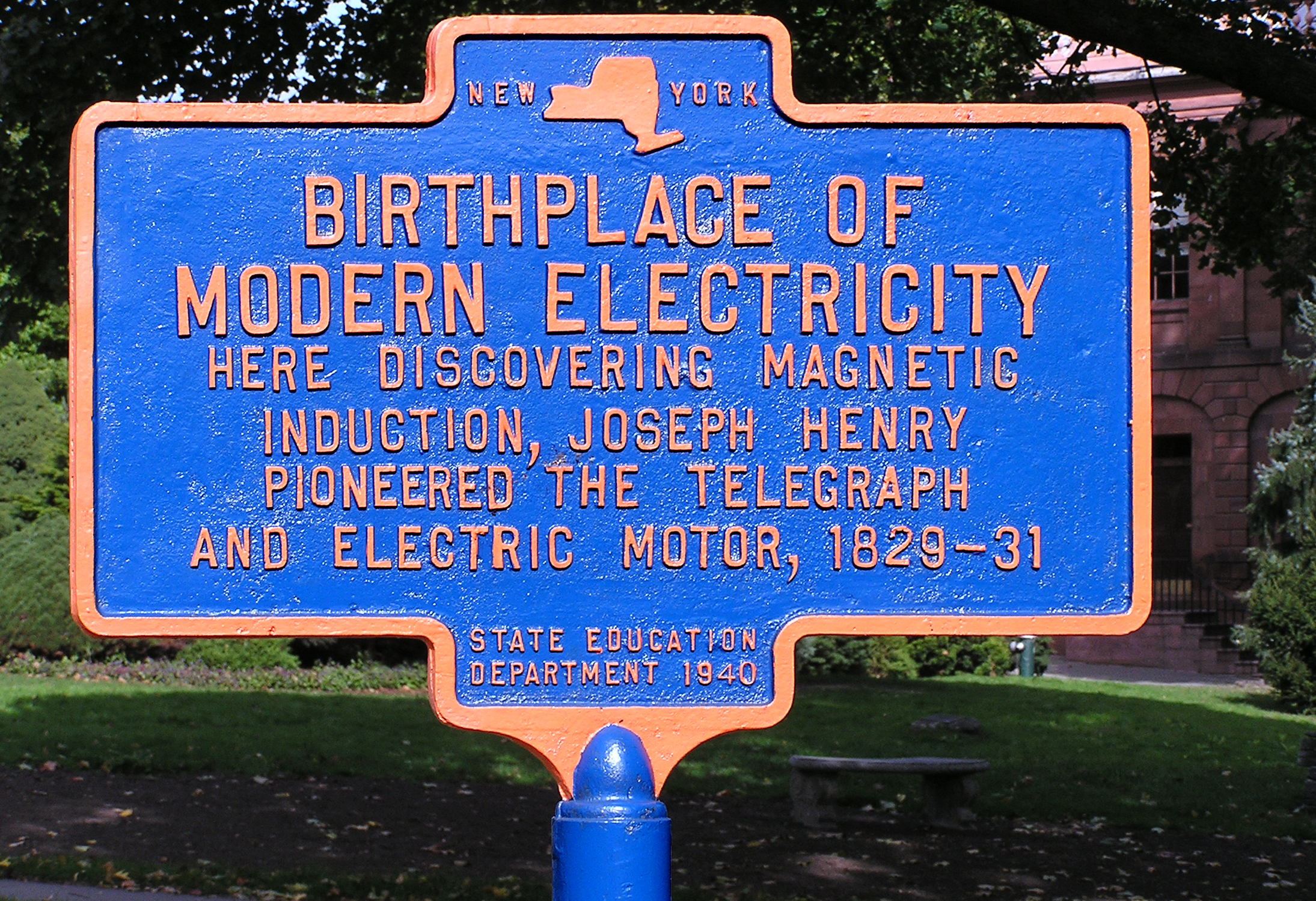
Marcador histórico en la Academia de Park (Albany, Nueva York) para conmemorar la obra de Henry con la electricidad.

Henry descubrió, de forma independiente y simultánea a Faraday, que un campo magnético variable induce una fuerza electromotriz. En particular, Henry observó que, si un conductor se mueve perpendicularmente a un campo magnético, aparece una diferencia de potencial entre los extremos del conductor.
El interés del experimento de Henry reside en que la aparición de la fuerza electromotriz inducida puede ser explicada de forma clara por la ley de Lorentz, es decir, por las fuerzas que el campo magnético ejerce sobre las cargas del conductor.

## Eponimia
- Henry o Henrio, unidad de inductancia eléctrica del Sistema Internacional
- El cráter lunar Henry lleva este nombre en su memoria.